# 久野光朗
久野 光朗（くの みつろう、1931年（昭和6年）9月3日 ‐ 2018年（平成30年）2月）は、日本の会計学者。専門は会計学で、特に、アメリカ会計史や歴史哲学を研究。小樽商科大学名誉教授、元北海道情報大学学長。元日本会計史学会会長。片野一郎ゼミ出身。日本会計研究学会賞等受賞。

## 略歴
- 北海道函館市で生まれ、東京都に移住
- 1955年（昭和30年）一橋大学商学部卒業。
- 1957年（昭和32年）同大学院商学研究科修了。同年小樽商科大学商学部講師
- その後、同商学部助教授
- 1970年（昭和45年）同商学部教授
- 1973年（昭和48年）アメリカ合衆国・イリノイ大学客員教授
- 1980年（昭和55年）小樽商科大学附属図書館長[3]
- 1993年（平成5年）日本会計史学会会長[4]
- 1995年（平成7年）小樽商科大学停年退官。同名誉教授。北海道情報大学経営情報学部教授
- 1997年（平成9年）同大学院大学院経営情報学研究科長
- 1998年（平成10年）同経営情報学部長
- 2002年（平成14年）北海道情報大学4代学長[5]
- 2005年（平成17年）北海道情報大学退職。公益財団法人はまなす財団監事
- 2018年（平成30年）2月逝去[6]

## 受賞歴
- 日本会計研究学会賞（1973年（昭和48年））
- 日本会計史学会賞（1987年（昭和62年））
- 小樽市功労者表彰（2002年（平成14年））
- 瑞宝中綬章（2011年（平成23年））[7]

## 著書
- 『アメリカ簿記史 ― アメリカ会計史序説』同文館出版 1985年
- 『会計歳時記』 同文館出版 1993年
- 『アメリカ会計史序説 ― 簿記から会計への進化』同文館出版 2009年

### 編著
- 『簿記論講義』同文舘出版 1986年
- 『簿記論演習』同文舘出版 1987年
- 『簿記論テキスト』同文舘出版 2000年
- 『簿記論問題集』同文舘出版 2000年
- 『簿記論テキスト 改訂版』同文舘出版 2006年
- 『簿記論問題集 改訂版』同文舘出版 2006年
- 『簿記論テキスト 新版』同文舘出版 2007年
- 『簿記論問題集 新版』同文舘出版 2008年
- 『会計と財務の英和辞典』同文舘出版 2022年

### 訳書
- ギルマン著『ギルマン会計学 上巻』（片野一郎監閲）同文館出版 1965年
- ギルマン著『ギルマン会計学 中巻』（片野一郎監閲）同文館出版 1967年
- ギルマン著『ギルマン会計学 下巻』（片野一郎監閲）同文館出版 1972年
- A.ファン, R.マア 共著『転換期の中国会計 : 1940-2000』（邵藍蘭と共訳）同文館出版 2004年

### 監訳
- S.C.ユー著『会計理論の構造 : 認識論と方法論』同文館出版 1982年
- P.ワルトン編著『欧州比較国際会計史論』同文館出版 1997年